# Sydney Greenstreet

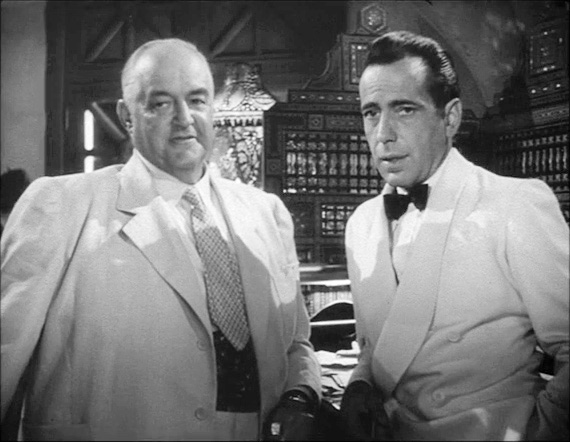
Greenstreet y Humphrey Bogart en Casablanca (1942)

Sydney Hughes Greenstreet (Kent, 27 de diciembre de 1879-Hollywood, 18 de enero de 1954) fue un polifacético actor británico de cine y teatro, especializado en películas de cine negro en los años 40. Posiblemente su papel más destacado fue en la película Casablanca, interpretando al capo de los contrabandistas de la ciudad africana, el signor Ferrari. George Lucas se inspiró en él para el personaje de Jabba the Hutt en Star Wars.

## Filmografía
- Malaya (1949)
- It's a Great Feeling (1949)
- Flamingo Road (1949)
- Ruthless (1948)
- The Velvet Touch (1948)
- The Woman in White (1948)
- That Way with Women (1947)
- The Hucksters (1947)
- The Verdict (1946)
- Tres extraños (1946)
- Conflict (1945)
- Devotion (1945)
- Christmas in Connecticut (1945)
- Pillow to Post (1945)
- The Mask of Dimitrios (1944)
- Entre dos mundos (1944)
- Pasaje a Marsella (1944)
- Hollywood Canteen (1944)
- Los conspiradores (1944)
- Background to Danger (1943)
- Best of Bogart (1943)
- Across the Pacific (1942)
- Casablanca (1942)
- Murieron con las botas puestas (1941)
- El halcón maltés (1941)

## Teatro
- There Shall Be No Night (1940)
- The Seagull  (1938)
- Amphitryon 38  (1937)
- Idiot's Delight  (1936)
- The Taming of the Shrew  (1935)
- Roberta  (1933)
- The Good Earth  (1932)
- Berlin  (1931)
- Volpone  (1930)
- Marco Millions  ( 1930)
- The Madcap  (1928)
- A Lady in Love  (1927)
- Junk  (1926)
- The Magic Ring  (1923)
- Lady Billy  (1921)
- The Rainbow Girl  (1918)
- Friend Martha  (1917)
- Colonel Newcome  (1917)
- The Merry Wives of Windsor  (1916)
- A King of Nowhere  (1916)
- A World of Pleasure  (1915)
- She's in Again  (1915)
- Lady Windermere's Fan  (1914)
- As You Like It  (1914)
- What Ails You? (1912)
- Speed (1911)
- The Goddess of Reason (1909)
- The Merchant of Venice (1907)

## Premios y distinciones
Premios Óscar
| Año  | Categoría              | Película         | Resultado |
| ---- | ---------------------- | ---------------- | --------- |
| 1942 | Mejor actor de reparto | El halcón maltés | Nominado  |